# Vs. (Album)
Vs. ist das zweite Studioalbum der US-amerikanischen Rockband Pearl Jam aus dem Jahr 1993.

## Entstehung und Veröffentlichung
Die Erstveröffentlichung von Vs. erfolgte am 11. Oktober 1993 bei Epic Records. Das Album erschien in seiner Originalausführung als CD mit zwölf Titeln (Katalognummer: 474549 2). Am 25. März 2011 erschien eine sogenannte „Expanded Edition“ mit drei Bonustitel (Katalognummer: 88697843142). Drei Monate später, am 1. Juli 2011, erschien das Album erstmals als LP bei Music on Vinyl (Katalognummer: MOVLP282).
Alle Lieder wurden von den Pearl-Jam-Mitgliedern Jeff Ament, Stone Gossard, Mike McCready sowie Eddie Vedder geschrieben und produziert. Bei der Produktion erhielt die Band Unterstützung durch Brendan O’Brien.

## Aufmachung

### CD
Wie das Vorgänger- und Debütalbum der Band, Ten, und im Gegensatz zu den Nachfolgealben (die in Form von Digipaks auf den Markt kamen) erschien Vs. im Jewelcase. Allerdings taucht der Titel des Albums bei den zuerst produzierten Exemplaren nirgends auf der Hülle auf. Auf der Innenseite des Inlays hinter dem Tray ist ein Foto einer Hand abgebildet, auf die mit einem Stift „against one“ gekritzelt wurde – zusammen mit den auffällig dargestellten fünf Fingern eine Anspielung auf den ursprünglich geplanten Titel Five Against One. Die Frontseite des Covers wird vom Kopf einer Angoraziege geschmückt.

### LP
Ähnlich wie bei der Compact Disc findet sich auf den ersten Ausgaben nirgends der Titel des Albums. Das Artwork ist an sich gleich, nur die Front weicht von der CD ab: Während dort die Ziege direkt in die Kamera blickt, sieht man ihren Kopf im Profil.

### Musikkassette
Die Kassette trägt noch den ursprünglichen Titel Five Against One, da sie als erste Tonträgerform produziert wurde und somit fertiggestellt worden war, ehe man sich zur Umbenennung entschlossen hatte.

## Titelliste
1. Go – 3:12
2. Animal – 2:49
3. Daughter – 3:55
4. Glorified G – 3:26
5. Dissident – 3:35
6. W.M.A. – 5:59
7. Blood – 2:50
8. Rearviewmirror – 4:44
9. Rats – 4:15
10. Elderly Woman Behind the Counter in a Small Town – 3:15
11. Leash – 3:09
12. Indifference – 5:02

## Informationen zu einzelnen Liedern

### Go
Go war die erste Singleauskopplung des Albums und wurde mit den B-Seiten Elderly Woman Behind The Counter In A Small Town in einer akustischen Version und Alone veröffentlicht. Er wurde für einen Grammy in der Kategorie Best Hard Rock Performance nominiert. Er findet sich auch auf dem Best-of-Album der Band, Rearviewmirror: Greatest Hits 1991-2003, wieder.
In Großbritannien wurde zusätzlich eine Kassette mit einer Live-Version von Animal herausgegeben. Dies machte ihn untauglich für die UK Top 40. In den USA gelangte die Single auf Platz 8 der US Modern Rock Tracks und Platz 3 der US Mainstream Rock Tracks.

### Animal
Die zweite Single war Animal. Obwohl es kein Video zum Song gab, wurde er 1993 bei den MTV Video Music Awards gespielt. Das 1993 herausgebrachte Lied findet sich auch auf Rearviewmirror: Greatest Hits 1991-2003 wieder.
Die Single wurde in verschiedenen Versionen herausgebracht, allerdings erst 1995 in den USA. Als B-Seite wurde für diese Version zusätzlich der Song und Jeremy als Live-Versionen, jeweils aufgenommen im Fox Theatre in Atlanta, Georgia am 3. April 1994, auf die Single getan. Die 1993 veröffentlichte Version hatte als B-Seiten die Liveversionen von Jeremy, Oceans, und Alive. 1994 gab es noch eine Version mit Jeremy, Daughter und Animal.
Über die Bedeutung des Textes gibt es zwei Theorien. Die eine besagt, es gehe um Massenvergewaltigung, die andere, die auch die glaubwürdigere ist, besagt, es gehe um den Hass der Band gegenüber den Massenmedien.

### Daughter
Daughter ist bei Fans einer der beliebtesten Songs bei Livekonzerten Pearl Jams. Zusammen mit den B-Seiten Blood (Live) und Yellow Ledbetter (Live) wurde Daughter 1993 als dritte Singleauskopplung veröffentlicht. Mit Platz 28 der Billboard Mainstream Charts wurde der Song Pearl Jams erste Top 40 Single in den USA. Lohn war eine Grammynominierung in der Kategorie Best Rock Performance by a Duo or Group with Vocal.
Der Titel wird bei fast jedem Konzert gespielt. Allerdings meistens mit einer improvisierten Erweiterung, die Fans als Daughter tag bezeichnen. Dabei handelt es sich meistens um die Verarbeitung von Rockklassikern wie American Pie oder Another Brick in the Wall II (Pink Floyd), Songs von bewunderten Bands wie Ben Harper oder Dead Moon oder die Einarbeitung eigener Titel wie W.M.A. Daughter befindet sich auch auf dem Livealbum Live on Two Legs und der Best-of-Zusammenstellung Rearviewmirror: Greatest Hits 1991-2003.

### Dissident
Dissident war die vierte Singleauskopplung aus Vs. Der Song erklomm Platz 3 der Billboard Mainstream Rock Tracks Charts und Platz 14 in den UK Single Charts. Obwohl er es nicht in die Top 100 der Billboard Mainstream Charts schaffte, ist der Titel bei vielen Radiostationen in den USA ein beliebter und oft gespielter Song.
Die Single wurde mit 6 B-Seiten veröffentlicht. Allesamt Liveversionen, die am 3. April 1994 im Fox Theater in Atlanta, Georgia, eingespielt wurden: Release, Rearviewmirror, Even Flow, Dissident, Why Go und Deep.
Die Dissident-Single stellte außerdem den ersten von drei Teilen eines Live-CD-Sets dar: Zusätzlich zur Version im Jewel Case wurde die Single auch in einem Digipak veröffentlicht, das außerdem Platz für 2 weitere CDs hatte. Diese wurden einige Monate nach der Single im Jahr 1994 veröffentlicht. Sie komplettierten das Set, welches den Titel Live in Atlanta trägt.

### W.M.A.
Der Titel steht als Abkürzung für „White Male American“ und behandelt den Rassismus in den USA. Inspiriert wurde der Song durch den Fall des Afro-Amerikaners Malice Green, der am 5. November 1992 bei einer Verkehrskontrolle von zwei weißen Polizisten so schwer misshandelt wurde, dass er an den Verletzungen starb. Ein Foto Greens ist auch neben dem Text im Booklet der CD abgedruckt.

## Singleauskopplungen
| Jahr | Titel     | Höchstplatzierung, Gesamtwochen, AuszeichnungChartplatzierungen (Jahr, Titel, , Platzierungen, Wochen, Auszeichnungen, Anmerkungen) | Höchstplatzierung, Gesamtwochen, AuszeichnungChartplatzierungen (Jahr, Titel, , Platzierungen, Wochen, Auszeichnungen, Anmerkungen) | Höchstplatzierung, Gesamtwochen, AuszeichnungChartplatzierungen (Jahr, Titel, , Platzierungen, Wochen, Auszeichnungen, Anmerkungen) | Anmerkungen                                                  |
| Jahr | Titel     | DE | UK | US | Anmerkungen                                                  |
| ---- | --------- | --- | --- | --- | ------------------------------------------------------------ |
| 1993 | Go        | DE96 (2 Wo.)DE | — | — | Erstveröffentlichung: 11. Oktober 1993                       |
| 1993 | Daughter  | — | UK18 (5 Wo.)UK | US97 Platin · (2 Wo.)US | Erstveröffentlichung: 3. November 1993 Verkäufe: + 1.225.000 |
| 1994 | Animal    | — | — | — | Erstveröffentlichung: 4. April 1994                          |
| 1994 | Dissident | DE97 (1 Wo.)DE | UK14 (4 Wo.)UK | — | Erstveröffentlichung: 16. Mai 1994                           |

## Kommerzieller Erfolg

### Chartplatzierungen
| ChartsChartplatzierungen       | Höchstplatzierung | Wochen |
| ------------------------------ | ----------------- | ------ |
| Deutschland (GfK)              | 8 (24 Wo.)        | 24     |
| Österreich (Ö3)                | 7 (18 Wo.)        | 18     |
| Schweiz (IFPI)                 | 9 (18 Wo.)        | 18     |
| Vereinigte Staaten (Billboard) | 1 (68 Wo.)        | 68     |
| Vereinigtes Königreich (OCC)   | 2 (24 Wo.)        | 24     |

| ChartsJahrescharts (1994) | Platzierung |
| ------------------------- | ----------- |
| Deutschland (GfK)         | 95          |

### Auszeichnungen für Musikverkäufe
Den Schallplattenauszeichnungen zufolge verkaufte sich das Album über 8,2 Millionen Mal, davon über sieben Millionen in den Vereinigten Staaten bis ins Jahr 2000. Innerhalb von 24 Stunden nach Verkaufsstart ging das Album über 350.000 Mal dort über den Ladentisch. In der ersten Woche wurde fast eine Million Tonträger verkauft und damit der 1991 von Nirvana mit Nevermind aufgestellte Rekord gebrochen. Zweieinhalb Monate nach Veröffentlichung verkaufte es sich über fünf Millionen Mal in den Vereinigten Staaten, wofür es fünffach Platin gab.
| Land/Region                  | Auszeichnungen für Musikverkäufe (Land/Region, Auszeichnung, Verkäufe) | Verkäufe  |
| ---------------------------- | ---------------------------------------------------------------------- | --------- |
| Argentinien (CAPIF)          | Gold                                                                   | 20.000    |
| Australien (ARIA)            | 4× Platin                                                              | 280.000   |
| Brasilien (PMB)              | Gold                                                                   | 100.000   |
| Kanada (MC)                  | 6× Platin                                                              | 600.000   |
| Neuseeland (RMNZ)            | 3× Platin                                                              | 45.000    |
| Niederlande (NVPI)           | Gold                                                                   | 50.000    |
| Norwegen (IFPI)              | Gold                                                                   | 25.000    |
| Spanien (Promusicae)         | Gold                                                                   | 50.000    |
| Vereinigte Staaten (RIAA)    | 7× Platin                                                              | 7.000.000 |
| Vereinigtes Königreich (BPI) | Gold                                                                   | 100.000   |
| Insgesamt                    | 6× Gold · 20× Platin ·                                                 | 8.270.000 |

Hauptartikel: Pearl Jam/Auszeichnungen für Musikverkäufe